# Ilja Kaenzig
Ilja Kaenzig, né le 21 juin 1973 à Sursee, est un dirigeant suisse de football, ancien président du FC Sochaux.

## Biographie
De 1994 à 1998, il travaille au Grasshopper Club Zurich. Le 1er mai 1998, il est nommé chef du centre de formation du TSV Bayer 04 Leverkusen. En décembre 1998 Kaenzig est promu « coordinateur » puis directeur trois ans plus tard le 3 juillet 2002.
Le 23 mai 2004, Kaenzig signe un contrat avec Hanovre 96. Il devient directeur officiellement le 1er juillet 2004. Le 15 novembre 2006, le Hanovre 96 et Kaenzig se séparèrent prématurément. Kaenzig devient responsable des sports pour le groupe Blick.
Le 9 août 2010, Kaenzig devient délégué de la commission du Sport & Event Holding AG, le propriétaire du Stade de Suisse et du club de football le Berner Sport Club Young Boys. Le 30 octobre 2012, dans le cadre d'une restructuration, Kaenzig est remercié.
En 2012, 2013 et 2014, il est membre du comité de la Swiss Football League, sous la juridiction de l'Association Suisse de Football,. Lors de l'assemblée du 21 novembre 2014, il annonce son retrait.
Le 15 août 2015, en prenant la succession de Laurent Pernet il est nommé président manager du Football Club Sochaux-Montbéliard par le néo-actionnaire Wing Sang Li. Le 12 décembre 2017, le club annonce son départ d'ici la fin de l'année à la suite de l'audience devant la DNCG.